# Коле Скуркола (Пескара)
Коле Скуркола (итал. Colle Scurcola) је насеље у Италији у округу Пескара, региону Абруцо.
Према процени из 2011. у насељу је живело 47 становника. Насеље се налази на надморској висини од 490 м.